# 西方要決釋疑通規
《西方要決釋疑通規》，簡稱《西方要決》，全一卷，漢傳佛教著作，內容體例與《念佛鏡》、《淨土十疑論》接近。
相傳作者為窺基法師，而日本學者境野黃洋等則考證認為此書為淨土宗人依託所作。

## 內容
此書解釋了對於淨土宗往生淨土學說的十四疑難，也比較了西方淨土與彌勒兜率陀天宮之間的差異，認為西方淨土勝於彌勒淨土，以鼓勵信徒唸佛往生西方淨土。

## 成書與作者
此書相傳為窺基法師所作，但窺基曾作《彌勒上生經疏》，以往生兜率為依歸，而《西方要決》則批評往生兜率，勸導往生西方淨土，兩者旨趣不同，因此對於此書作者，歷來有所爭議。日僧濟暹曾提出五難，認為此書非窺基所作；但基辨撰《辨西方要決真偽造疑》，良忠撰《往生要集記》則主張此書為窺基作品。
近代日本學者境野黃洋曾分析其引用內容，認為此書應在晚唐後才成書，非為初唐時期的窺基所作。此項考證廣被學界接受，如望月信亨、湯用彤等人都贊同這個觀點。

## 註腳
1. ↑  參見 . 卍新纂續藏經. 中華電子佛典協會（CBETA）.   [2013-03-04]. （原始内容存档于2014-10-11）. 西方，指示令往之處也。要，樞也。決，定也。釋，解也。疑，執滯不通也。通，會也。規，度也。

## 外部連結
- 法宣法師《西方要決釋疑通規白話淺譯》 （页面存档备份，存于）